# 高坝洲镇
高坝洲镇，是中华人民共和国湖北省宜昌市宜都市下辖的一个乡镇级行政单位。

## 行政区划
高坝洲镇下辖以下地区：
高坝洲社区、中坪村、湾市村、曾家岗村、皓光村、天平山村、白鸭垴村、宋山冲村、陈家岗村、大战坡村、白洪溪村、青林寺村和三八八厂社区。